# Filenis de Lèucada
Filenis (grec antic: Φιλαινίς, llatí: Philaenis) fou una poeta grega de Lèucada que sembla que va viure en temps del sofista Polícrates i de l'orador Isòcrates d'Atenes, probablement cap a la primera meitat del segle iv aC.
Va ser la suposada autora d'un poema obscè sobre l'amor (περὶ ̓Αφροδισίων ἀκόλαστον σύγγραμμα), però sembla que l'autoria és errònia, i Escrió de Samos l'atribueix a Polícrates. De la seva obra, només consta un epitafi en vers coriàmbic que fou conservat per Ateneu de Nàucratis. Polibi també en parla.

## Òpera
El compositor polonès Roman Statkowski va escriure una òpera amb aquest nom, Philaenis.